# Nederlandse Culturele Sportbond
De Nederlandse Culturele Sportbond of NCS is een Nederlandse bond voor sportverenigingen die zich niet primair richten op topprestaties, maar meer op het beoefenen van de sport als ontspanning of recreatie.

## Visie
De NCS heeft een humanistisch karakter en ziet het 'vereniging zijn' als net zo belangrijk als de sport.

## Geschiedenis
De NCS is officieel op 21 oktober 1945 in Utrecht opgericht, als opvolger van de Nederlandse Arbeiders Sport Bond (NASB) die tijdens de Tweede Wereldoorlog was opgeheven. In tegenstelling tot de NASB heeft de NCS geen directe politieke band meer met de SDAP (en later de PvdA). De eerste voorzitter was Harry Stapel (1912-2008).
In 1945 telde de bond 5.287 leden, in 1981 was dit gegroeid tot ruim 40.000. Anno 2021 wordt door de bond gesproken over 200.000 leden.

## Activiteiten
Voor de behartiging van de belangen van de recreatiesport werd in november 2008 de sectie NCS Recreatiesportbond opgericht. Ook is de bond mede-initiatiefnemer van de Nederlandse Sport Alliantie.
Samen met NOC*NSF verleent NCS organisatorische, bestuurlijke of administratieve ondersteuning aan sportbonden met minder dan 25.000 leden. Van 1994 tot 2011 werd de Harry Stapel-Prijs uitgereikt aan "een persoon of groep personen welke zich op een bijzondere wijze heeft ingezet voor het uitdragen van de visie van de NCS".